# Concilis de la província eclesiàstica Bètica
Els concilis de la província eclesiàstica Bètica són una sèrie de concilis que van tenir lloc a l'antiga província Bètica durant els segles VIII i IX. Aquests concilis foren cinc: el de Sevilla de 784 i els celebrats a Còrdova el 839, 852, 860 i 862 respectivament, tots ells nacionals.
Després de la dominació musulmana (711), Hispania es fragmentà i convertí en els Estats cristians-hispànics occidentals, els Estats hispanics-cristians d'orient de la Península i l'Estat d'Al Ándalus amb les províncies Lusitània, Cartaginense i Bètica que quedaren sota dominació musulmana. Aquesta darrera província és on tingueren lloc aquests concilis.
El primer, el Concili de Sevilla de 784 fou de gran importància europea i universal, i donà lloc a una sèrie de concilis ecumènics, nacionals, provincials, sínodes i conferencies teològiques arreu d'Europa amb motiu d'erradicar el conflicte sorgit a Sevilla sobre l'adopcionisme. Carlemany, com rei franc, futur emperador i màxima autoritat política de l'Europa cristiana, es sentí cridat a intervenir donat que el tema afectava al bé comú de la cristiandat. Aquests concilis ecumènics que esdeveniren a partir del Concili de Sevilla de 784 foren: el concili de Narbona de 788, Ratisbona de 792, Toledo de 793, general de Frankfurt de 794, sínode de Toledo de 795, concili de Frioul o d'Aquilea de 796, Roma de 798 que posa fi a aquesta heretgia, Urgell de 799 i la conferencia teològica de Aix-le-Chapelle a Aquisgrá de 799.
El altres quatre concilis de la provincia eclesiàstica Bètica foren celebrats a Córdoba al 839, 852, 860 i 862 respectivament, i foren suficientment valuosos per a preservar en el sí intern de l’Església mossàrab la fe, la doctrina catòlica i la comunió entre els seus prelats, front a las múltiples heretgies sorgides en la seva població, originades totes elles a Còrdova, al ser el centre de poder polític, econòmic, social i cultural, degut a la intensa activitat que es desenvolupava en ella.
Aquestes heretgies sorgides a la Bètica foren l’adopcionisme, migecianisme, acefalisme, antropomorfisme i l'hostegisme, amb la finalitat de conciliar totes elles les dues doctrines: cristianisme i islam, originant dins de l'Església dues corrents oposades, la dels rigoristes o conservadors i la dels col·laboracionistes amb el poder, provocant un cisma dins l'Església.
Apart d’aquestes heretgies sorgí al concili de Còrdova de 852 un moviment denominat el dels "màrtirs voluntaris de Còrdova", on més d'una cinquantena de persones feren manifestació pública de la seva fe davant les autoritats, tot enfocat a preservar la seva religió i conservar la cultura, rituals i costums.
És a Córdoba, amb aquest episodi dels martiris voluntaris, on neix l'ideal que s'uneix com a estàndard per a reforçar el germen de la reconquesta a Hispania pels regnes cristians del nord.